# Moe Baby Blues
«Moe Baby Blues» (с англ. — «Блюз о ребёнке и Мо») — заключительный, двадцать второй, эпизод четырнадцатого сезона мультсериала «Симпсоны». Впервые вышел в эфир 18 мая 2003 года.

## Сюжет
В таверне Мо нет посетителей — все ушли в спрингфилдский ботанический сад смотреть на цветение редкого суматранского цветка (аморфофаллус титанический). Мо тоже решает сходить посмотреть на цветок, но в павильоне для него не хватает места. Расстроенный таким ходом событий, Мо в очередной раз решает покончить жизнь самоубийством.
Цветок, вопреки ожиданиям, вместо аромата испускает ужасающее зловоние. Все жители Спрингфилда решают переждать пору цветения где-нибудь подальше и выезжают из города. Из-за этого на спрингфилдском мосту образуется пробка. В пробке Гомер слишком резко нажимает на тормоза: из-за этого ломается бракованный замок на детском кресле Мэгги и она вылетает из машины. Попытка Гомера поймать Мэгги успехом не увенчалась и она падает с моста… прямо в трагически воздетые руки Мо, который, стоя на мостовой опоре, собирался прыгать вниз. Таким образом Мо спасает Мэгги от неизбежной гибели.
Спустя некоторое время Мо заходит в гости к Симпсонам, чтобы проведать Мэгги. Мардж в благодарность за спасение дочери дарит Мо свитер, что его невероятно трогает. Обстоятельства складываются так, что Мардж вынуждена отлучиться из дома, поэтому она просит Мо посидеть с Мэгги. Малышка очень привязывается к Мо, поэтому он соглашается. После этого он начинает часто нянчиться с Мэгги: играть с ней, гулять, рассказывать сказки. Отвергнув «Алису в стране чудес» как слишком скучную, Мо пересказывает Мэгги фильм «Крёстный отец». Показывая, как дон Корлеоне пугал своего внука, Мо вставляет себе в рот апельсин, надрезанный в форме зубастой челюсти. Мэгги слушает его с интересом и удовольствием.
Такая привязанность дочери к Мо мало-помалу начинает раздражать Гомера, поскольку он понимает, что теряет шансы быть хорошим отцом. Мардж поначалу не имеет ничего против, но когда на дне рождения Мэгги Мо дарит имениннице модель своего бара (в виде кукольного домика), она тоже начинает тяготиться сложившейся ситуацией. Когда же Гомер и Мардж узнают, что Мо из-за привязанности к Мэгги установил в её спальне видеокамеру наблюдения, они решают, что с них достаточно, и запрещают Мо видеться с Мэгги. Это ввергает бармена в депрессию.
Однажды ночью Мэгги просыпается от того, что под окном её комнаты происходит сходка спрингфилдской мафии. Жирный Тони для ободрения своих мафиози использует тот же трюк с апельсином, что и Мо в своей истории. Это нравится Мэгги и она решает следовать за бандитами.
Обнаружив пропажу дочери и раскрытое окно, Гомер с Мардж решают, что это Мо похитил их дочь. Вместе с полицией они врываются в дом Мо, но Мэгги там нет. Когда Мо узнаёт, что Мэгги пропала, он вызывается помочь найти её. Осмотрев двор Симпсонов, Мо находит там апельсиновые шкурки и понимает, что искать Мэгги надо в мафиозном квартале.
Тем временем Мэгги, следуя за Жирным Тони, оказывается в ресторане, где собираются мафиози. Оказавшись между двумя готовыми к перестрелке бандами, она подвергается серьёзной опасности, но в этот момент в зал входит Мо. Он берёт Мэгги на руки и показывает её мафиози: из-за этого они от умиления начинают плакать. Таким образом Мо с Мэгги получают возможность безопасно выйти из зала. Гомер предлагает в знак примирения вместе сходить в парк аттракционов.

## Факты и культурные отсылки
- Фраза Жирного Тони «Я так не плакал с тех пор, как заплатил налоги» — отсылка к фильму «Крёстный отец 3». Кроме того, актёр Джо Мантенья, озвучивающий Жирного Тони, тоже снимался в этом фильме.
- В этой серии звучит песня «You're My Best Friend» группы «Queen».
- Намерение спрингфилдской мафии «разобраться» с семьёй Кастелланета — отсылка к Дэну Кастелланете, озвучивающему Гомера Симпсона.
- В спрингфилдском ботаническом саду есть куст, подстриженный в форме кролика из комиксов «Жизнь в аду» Мэтта Грейнинга.
- Кукла в комнате Мэгги, давшая Мо по лицу — Элмо из шоу «Улица Сезам».
- Название серии — отсылка к фильму «Mo' Better Blues» режиссёра Спайка Ли.